# ザ・モール姫路
ザ・モール姫路（ザ・モールひめじ）は、かつて兵庫県姫路市に所在した、西友のショッピングセンター。約90の専門店が並んでいた。1994年4月21日開業。店舗面積17,977m2。駐車場1,100台。ザ・モールならびにLIVINの店舗としては近畿9府県で唯一であった。

## イズミへの譲渡
2018年2月2日、GMS大手のイズミが、西友との間で当店舗の譲渡契約を交わし（2月1日付）、ザ・モール周南と共に西友から当店舗の経営権を取得して「ゆめタウン」にリブランドすることを発表した。地元民からは、「セーブ」の愛称で知られていたザ・モールは、7月下旬をもって施設を譲受け、2018年秋にスーパーマーケット部分をオープン、2018年内に改装全館グランドオープンの予定とした。これにより、2018年5月15日18:00をもって、核テナントのリヴィン姫路店が、同年7月31日には、6階エリアを残して、ザ・モール姫路としての営業が終了。これらをもって近畿地方からリヴィン並びにザ・モール店舗が姿を消した。翌8月1日から6階エリアは「you me専門店街」へ改称され、暫定営業を行い、12月1日にゆめタウン姫路としてオープンした。一方、ゆめタウンとしては近畿地方唯一の店舗であるゆめタウン丹波（旧：ゆめタウン氷上）以来22年ぶりの兵庫県出店となり、ゆめタウン最高階の店舗となった。

## 主なテナント
- スポーツクラブNAS
- 講談社すこやか教室
- 神戸新聞文化センター
- たかの友梨ビューティークリニック

## 競合店
- 山陽百貨店
- イオンモール姫路リバーシティー
- イオンモール姫路大津